# フレデリック・マイヤー (スパイ)
フレデリック・"フレッド"・マイヤー（Frederick "Fred" Mayer, 1921年10月28日 - 2016年4月15日）は、ドイツ出身のスパイ。ユダヤ系アメリカ人。第二次世界大戦中、戦略情報局（OSS）のエージェントとして活動し、潜入任務中に捕虜となった。また、後にインスブルック方面に展開したドイツ陸軍の降伏交渉も行った。

## 経歴
1921年、ヴァイマル共和国時代のフライブルク・イム・ブライスガウにてユダヤ人の家系であるマイヤー家にフリードリヒ（Friedrich）として生を受ける。母の名はベルチルダ（Berthilda, 旧姓Dreyfuss）、父の名はハインリヒ（Heinrich）だった。父ハインリヒはドイツ帝国陸軍の一員として第一次世界大戦に従軍した復員兵で、ヴェルダンの戦いにおける戦功から二級鉄十字章を受章していた。
高校卒業後、フリードリヒ・マイヤーはフォード・モーター社にディーゼル技師として雇用される。彼のモットーは「毎日最善を尽くせ。できることを管理し、できないことについては心配しない」という現実的なものだった。
1933年の国家社会主義ドイツ労働者党（NSDAP, ナチ党）による権力掌握後、反ユダヤ主義はドイツ国政府の公的な方針として採用されることとなった。父ハインリヒは自らの輝かしい軍歴がマイヤー家を守るだろうと考えていたが、母ベルチルダは急いでドイツを離れるべきだと主張した。結局、1938年にマイヤー家はアメリカ合衆国に移住し、その1年後には第二次世界大戦が勃発した。フレデリック・マイヤーはニューヨーク市にて20以上の職についたという。ある職場で上司が反ユダヤ的な発言をした時、マイヤーは彼を殴り倒した上、その場で仕事をやめた。ドイツに暮らしていた頃にも同じような出来事があったという。
1941年の真珠湾攻撃後、マイヤーはアメリカ陸軍に入隊する。アリゾナ州で行われた演習の際、マイヤーは前線を超えて多数の仮想敵役の将校らを捕虜とした。その中には1人の准将も含まれており、彼はマイヤーを「君にこれは不可能だ！君は演習の規則を破ったのだ！」と怒鳴りつけたが、マイヤーは「戦争とは不公平なものです。戦争の規則とは、勝利することです」と応じた。これを聞いた准将は敗北を認め、両手を上げて投降した。
マイヤーは爆破、浸透、襲撃、狙撃、白兵戦などの訓練を受け、さらにドイツ語、フランス語、スペイン語など複数のヨーロッパ言語を学んだ。その結果、戦略情報局（OSS）によりエージェントの有力な候補とみなされるようになった。マイヤーは30名のエージェントから成る部隊に配属された。この中にはヨーロッパから逃れてきたユダヤ系難民4名、すなわちハンガリー出身のジョージ・ジャーブナー（George Gerbner）、ドイツ出身のアルフレッド・ローゼンタール（Alfred Rosenthal）とベルント・スタイニッツ（Bernd Steinitz）、オランダ出身のハンス・ワインバーグ（Hans Wynberg）も所属していた。この部隊に配属されたエージェントは全員が少なくとも2つのヨーロッパ言語を話すことが可能で、ヨーロッパの環境に精通しており、ナチス・ドイツの敗北を切望していた。
最終的に、マイヤーを含む5人のユダヤ人は全員がオーストリアにおける各種作戦にて活用しうると判断された。マイヤーはグリーンアップ作戦（Operation Greenup）の指揮官に任命され、彼の専属無線士としてワインバーグが派遣されることとなった。

## ハンス・ワインバーグ
1922年11月28日、ワインバーグはアムステルダムにて生を受けた。1939年、父により双子の兄弟とともにアメリカへと送られた。彼らは父のビジネスパートナーだった実業家のもとで暮らし、ブルックリン工業高校（Brooklyn Technical High School）を卒業した。1943年、ハンス・ワインバーグはアメリカ陸軍に入隊する。これと同じ頃、母国オランダに残っていた父、母、弟らは現地に進駐した親衛隊（SS）によって逮捕され、アウシュヴィッツ強制収容所に送られていた。アメリカ側の担当将校が「我々はあなたがドイツ語、オランダ語、英語を話せることを知っている。あなたはあなたの祖国を救いたいと考えていますか？」と尋ねた時、ワインバーグは躊躇うことなく「もちろん」（Sure）と応じたという。

## グリーンアップ作戦
第13代中央情報長官ウィリアム・J・ケイシーは、グリーンアップ作戦について「バーリから始まった、OSSにおける最も成功した作戦である」と述べた。この作戦は指揮官マイヤー、無線士ワインバーグに加え、オーストリア出身の元ドイツ国防軍将校、フランツ・ヴェーバー（Franz Weber）の3名によって実施された。彼らの使命は、いわゆるアルプス国家要塞のうちオーストリア方面の要塞化状況を調査・偵察することだった。
エージェントらはインスブルックに落下傘降下することとなったが、平地はほとんどが敵の占領下に置かれていた。マイヤーは2つの峰の間に、2月頃に凍結する小さな湖があったことを思い出した。作戦が冬季ということもあり、この特殊な地域への飛行および降下は非常に困難なものとなるとされたが、ビリングス（Billings）というパイロットが志願した。彼は作戦について、「連中がそこに降下するほどいかれているのなら、おれも連中をそこに連れて行くほどいかれてやるよ」と語ったという。1945年2月26日、エージェントらは夜闇に紛れて降下を行った。彼らは高度10,000フィートほどの氷河の尾根に降り立った。共に投下された装備品コンテナは1つを除き全てが発見されたものの、スキー板などは失われたコンテナに格納されていた。そのため、彼らは腰まで雪に埋もれながら山を降りていくこととなった。
その後、エージェントらはヴェーバーの家族のもとへ辿り着いた。彼らの協力を受け、マイヤーはドイツ陸軍将校に扮してインスブルックの将校宿舎に潜入し、実際に数ヶ月間寝泊まりして各種情報の収集を図った。これらの情報はワインバーグの無線によって速やかに報告された。3ヶ月後、マイヤーはさらに活動を継続するため「進撃を続けるソ連赤軍から逃れてきたフランス人電気技師」という新たな身分を詐称することを決めた。

## 逮捕と拷問
ゲシュタポに逮捕された地元闇市のゆすり屋の証言により、マイヤーはスパイとして逮捕された。尋問と拷問を受けたゆすり屋は、ゲシュタポに対して高位のアメリカ人エージェントを知っていると明かしたのである。マイヤーは逮捕後もフランス語のみを話し、フランス人電気技師という身分をゲシュタポ側に納得させようと試みた。こうしてマイヤーは拷問に晒されることとなる。
| 「 | 暗い部屋で、ゲシュタポの将校らはスパイの顔に平手打ちやパンチを加えた。彼に掛けられた覆いがうまく水を含まなかったので、背の高い1人は彼を頭からつま先まですっかり裸にしてしまった。エージェントは強気を保っていたが、SSたちは彼に残虐な暴行を加え、床に押し付けた。体の前で両手に手錠を掛け、曲げた膝をその間に押し込み、さらに膝と腕の隙間にライフルの銃身を突っ込み引き上げ、無理矢理「胎児の格好」をさせて締め付けた。そして2人でライフルの両端を持ち上げ、全裸のまま締め付けられた男を、まるでバーベキューのように2つのテーブルの間に吊るしたのである。生皮の鞭が伸ばされ、背の高い男が全体重を掛けて打ち付け、エージェントの体は牛のバラ肉のように削ぎ落とされていった。 | 」 |

拷問の最中、ゲシュタポ隊員らは無線の在り処と無線士の居場所を問い続けていた。この時、あるゲシュタポ隊員はマイヤーが割礼を受けていることに気づいたものの、他の者はこれを否定した。彼らはユダヤ人が連合国軍のエージェントとして戻ってくることなどありえないと考えていた。
やがてマイヤーは彼の正体を明かしたゆすり屋と対面した。この時点で身分を偽る意味がなくなったと考え、マイヤーは自らがアメリカ軍のエージェントであることを明かした。ただし、任務には単独で当たっていると語り、他のエージェントの居場所は明かさなかった。

## ドイツ降伏

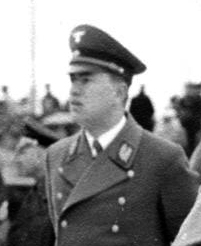
フランツ・ホーファー

マイヤーが拷問を受けている頃、別任務で潜入していたアメリカのエージェント、ハーマン・マトゥール（Hermann Matull）もゲシュタポによる取調べを受けていた。取調官は殴られてすっかり腫れたマイヤーの顔写真を示し、この男に見覚えはあるかとマトゥールに尋ねた。マトゥールはすぐに口を開き、マイヤーはアメリカ軍司令部の「大物」であり、もし彼を射殺したならば、アメリカ軍は彼に危害を加えた全員を殺害するだろうと証言した。また、それほどの大物の尋問を行えるのは、チロル＝フォアアールベルク帝国大管区指導者フランツ・ホーファーのみであろうとも語った。
当時、ホーファーは既に敗戦を確信しており、赤軍ではなくアメリカ軍に降伏する道を模索していた。そのため、ゲシュタポからの報告を受けたホーファーはすぐにマイヤーを連れてくるように命じた。こうしてマイヤーはホーファーの元を訪れ、ホーファー夫人と在伊ドイツ大使ルドルフ・ラーンを紹介され、夕食会への招待を受けた。マイヤーはこれも無線士の居場所を聞き出すための試みだと考えていたが、会話を進める内に実は彼らが降伏を望んでいることが明らかになった。ラーンは自らがベルンに赴き、OSSの現地支局長を務めるアレン・ウェルシュ・ダレスにマイヤーからのメッセージを伝えようと提案し、マイヤーもこれに同意した。これは無線士ワインバーグの存在を明かさないまま自分の状況を本部へ伝える唯一の方法だったからである。メッセージを受け取ったダレスはOSSイタリア支局に対し、「フレッド・マイヤーの報告によると、彼はゲシュタポに逮捕されたものの、次のように連絡してきた『おれのことは気にするな。実際、そんな悪い状況じゃないんだ』」という報告を電信で送った。
1945年5月3日朝、米第7軍第103歩兵師団に対し、インスブルック占領が命じられた。アメリカ兵たちが街に近づくと、白いベッドシーツを白旗代わりに掲げた車が近づいてきた。その車から降りたマイヤーは情報将校ブランド・ウェスト少佐（Bland West）に対し、OSSのマイヤー中尉と名乗り、ドイツの降伏を承認させるために少佐を迎えに来たのだと語った。しかし、マイヤーは実際には軍曹だったので、インスブルックにおけるドイツ陸軍はユダヤ系移民のアメリカ人軍曹に対して降伏したことになる。

## 受章
マイヤーはアメリカ軍人として以下の勲章等を受章している:
- レジオン・オブ・メリット
- 名誉戦傷章
- 善行章（英語版）
- 戦争捕虜章（英語版）
- アメリカ従軍記章
- ヨーロッパ・アフリカ・中東戦線記念記章（英語版）- 銅星章3つ付
- 占領軍記章（英語版）
- 第二次世界大戦戦勝記念章
- 名誉勤務ラペルピン（英語版）
- 空挺記章（英語版）

## 戦後
2012年、カナダのヒストリー・テレビジョンが、グリーンアップ作戦を題材としたテレビ映画『The Real Inglorious Bastards』を制作した。この映画の製作の際、マイヤーとワインバーグはウェブカメラを介したビデオ通話によって再会を果たした。ワインバーグは製作のためのインタビューを受けた後に死去した。
2013年4月、ウェストバージニア州選出の上院議員ジョン・ロックフェラー4世はバラク・オバマ大統領に宛て、マイヤーがアメリカに対して示した献身の再評価を求める手紙を書いた。後日、ロックフェラーは彼の献身を改めて称える旨が記されたオバマの署名入り返信をマイヤーに渡している。2014年3月18日、ウェストバージニア州州務長官ナタリー・テナントは、オバマ大統領に対しマイヤーへの名誉勲章授与を要求した。また、この際にテナントはマイヤーへの20分にわたるインタビューを行ったほか、自らの権限のもとマイヤーへ特別な証書を贈っている。
マイヤーは1977年以降ウェストバージニア州チャールズタウンに暮らしていた。また、ミールズ・オン・ホイールズ（病人や高齢者に対する給食宅配サービス）のボランティアに参加していた。2016年4月15日に死去した。